# Kasachische Dynamische-Pyramide-Meisterschaft
Die kasachische Dynamische-Pyramide-Meisterschaft ist ein zumeist jährlich ausgetragenes Billardturnier in der Disziplin Dynamische Pyramide in Kasachstan.
Rekordsieger sind die zweimaligen kasachischen Meister Qanybek Saghyndyqow und Jernar Tschimbajew. Die beiden bekannten Ausgaben der Damen gewannen Angela Achmetowa und Aqerke Bedelbajewa-Uschakowa.

## Herrenturnier

### Die Turniere im Überblick
| Jahr | Kasachischer Meister | Ergebnis           | Finalist              | Halbfinalisten 1    |
| ---- | -------------------- | ------------------ | --------------------- | ------------------- |
| 2008 | Qanybek Saghyndyqow  |                    | nicht bekannt         | Emil Mudarissow     |
| 2008 | Qanybek Saghyndyqow  | nicht bekannt      | nicht bekannt         |                     |
| 2009 | Ässet Tülebajew      |                    | Asat Tümenow          | Miras Saqtaghan     |
| 2009 | Ässet Tülebajew      | Nurken Süikenbajew | Asat Tümenow          |                     |
| 2010 | Älibek Omarow        |                    | Schamal Schumanijasow | Ildar Mingasitdinow |
| 2010 | Älibek Omarow        | Jewgeni Smirnow    | Schamal Schumanijasow |                     |
| 2011 | Qanybek Saghyndyqow  |                    | Quanysch Abpassow     | Ädilbek Baikin      |
| 2011 | Qanybek Saghyndyqow  | Däuren Urynbajew   | Quanysch Abpassow     |                     |
| 2012 | Asat Tümenow         | 7:6                | Däuren Urynbajew      | Ghani Schardarbekow |
| 2012 | Asat Tümenow         | 7:6                | Däuren Urynbajew      | Juri Radtschenko    |
| 2013 | Jernar Tschimbajew   | 7:6                | Aidos Tughanbajew     | Arbi Muzijew        |
| 2013 | Jernar Tschimbajew   | 7:6                | Aidos Tughanbajew     | Ghani Schardarbekow |
| 2014 | Däuren Urynbajew     | 7:3                | Asat Tümenow          | Alexander Li        |
| 2014 | Däuren Urynbajew     | 7:3                | Asat Tümenow          | Sanat Ginajatow     |
| 2015 | Älichan Qaranejew    | 7:2                | Jewgeni Smirnow       | Älibek Omarow       |
| 2015 | Älichan Qaranejew    | 7:2                | Jewgeni Smirnow       | Talghat Satwaldinow |
| 2016 | Jernar Tschimbajew   | 7:5                | Däuren Urynbajew      | Konstantin Zoi      |
| 2016 | Jernar Tschimbajew   | 7:5                | Däuren Urynbajew      | Temirlan Köscherow  |

### Rangliste
| Platz | Spieler             | Gold | Silber | Bronze |
| ----- | ------------------- | ---- | ------ | ------ |
| 1     | Qanybek Saghyndyqow | 2    | 0      | 0      |
| 1     | Jernar Tschimbajew  | 2    | 0      | 0      |
| 2     | Däuren Urynbajew    | 1    | 2      | 1      |
| 3     | Asat Tümenow        | 1    | 2      | 0      |
| 4     | Älibek Omarow       | 1    | 0      | 1      |
| 5     | Ässet Tülebajew     | 1    | 0      | 0      |
| 5     | Älichan Qaranejew   | 1    | 0      | 0      |

## Damenturnier

### Die Turniere im Überblick
| Jahr | Kasachische Meisterin        | Ergebnis | Finalistin        | Halbfinalistinnen 2    |
| ---- | ---------------------------- | -------- | ----------------- | ---------------------- |
| 2015 | Aqerke Bedelbajewa-Uschakowa | 4:3      | Aina Akimowa      | Kristina Karpowa       |
| 2015 | Aqerke Bedelbajewa-Uschakowa | 4:3      | Aina Akimowa      | Toqschan Qaltajewa 3   |
| 2016 | Kristina Karpowa             | 5:1      | Änel Bekbossynowa | Angela Achmetowa 4     |
| 2016 | Kristina Karpowa             | 5:1      | Änel Bekbossynowa | Aschar Qulmachanbetowa |

### Rangliste
| Platz | Spielerin                    | Gold | Silber | Bronze |
| ----- | ---------------------------- | ---- | ------ | ------ |
| 1     | Angela Achmetowa             | 1    | 0      | 1      |
| 2     | Aqerke Bedelbajewa-Uschakowa | 1    | 0      | 0      |